# نظرية الانتفاع التقدمية

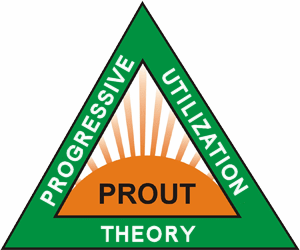
شعار نظرية براوت

نظرية الانتفاع التقدمية: تم وضع النظرية والتي يتم اختصارها ب براوت (Prout – Progressive Utilization Theory) عن طريق الفيلسوف والقائد الروحي برابهات رانجان ساركار كمجموعة من الأفكار الاقتصادية الاجتماعية والسياسية في آن واحد، وكبديل للشيوعية والرأسمالية.

## التعريف
تم وصف نظرية براوت حسب تيري ايرفينغ وروان كاهيل على أنها "تصوير لاقتصاد عالمي لامركزي وقائم على المجتمع من أجل بلوغ الاكتفاء الذاتي لدى الفقراء، ديمقراطية اقتصادية، أعمال صغيرة، ووضع حد لتجميع الثروات.“

## النظرة الإقتصادية والاجتماعية
براوت تنظر إلى الممتلكات المادية على أنها عامة وتسعى لتوزيعها بشكل منصف ومعقول بهدف زيادة التطور الجسدي والذهني والروحي لدى جميع الناس إلى الحد الأعلى. كما وتسعى لضمان الحد الأدنى للاحتياجات الخمسة الرئيسية للإنسان: الغذاء، اللباس، المأوى، التعليم، والعناية الطبية.[Utilization Theory [الإنجليزية]]
تتميز براوت عن الشيوعية بأنها تقترح الاقتصاد التحفيزي بحيث يتم توزيع الفائض في المجتمع على الأفراد الذين يعملون لخدمة المجتمع.
تتحدث براوت عن نظام اجتماعي مؤلف من أربعة أصناف والتي يتم من قبلها السيطرة على المجتمع بشكل دوري: سودرا (العمال), كشاطريا (الأفراد ذوي العقليات العسكرية), فيبرا (المثقفون), وفيزيا (الرأسماليون). ولمنع أيا من هذه الأصناف الاجتماعية من التشبث بالسلطة السياسية واستغلال الآخرين، قام ساركار باقتراح مفهوم السادفيبرا (النخبة الروحية) والذين يحددون بيد من يجب أن توضع القيادة السياسية. يؤمن ساركار بفكرة أن الأوائل من السادفيبرا سوف يخرجون من الطبقات الوسطة وهم عبارة عن أفراد مثقفون بعقليات عسكرية مستاؤون من الأوضاع. وقد دعا السادفيبرا لتنظيم أنفسهم من خلال المجالس التنفيذية والتشريعية والقضائية والتي يتم قيادتها بمجلس أعلى. وهم مسؤولون عن تطبيق نوع من القوة الضرورية لتغيير نظام التسلط ضمن النظام الاجتماعي.

## على المستوى السياسي
على المستوى السياسي ترفض براوت فكرة القوميات وتدعو لفكرة تشكيل قيادة عالمية.

## روابط خارجية
- الموقع الرسمي